# Авіаційна підготовка
Авіаційна підготовка — бойові дії авіації перед початком атаки сухопутних військ з метою завдавання поразки противнику на напрямку головного удару. Авіаційна підготовка — складова частина вогневої підготовки, проводиться зазвичай одночасно і у поєднанні з артилерійською підготовкою. Тривалість авіаційної підготовки залежить від стану оборони противника, характеру об'єктів і складу сил авіації, що залучаються. Закінчується вона з початком атаки військ.
Планування авіаційної підготовки здійснюється централізовано, одночасно з плануванням артилерійської підготовки. Об'єкти ураження, час і порядок завдавання авіаційних ударів визначаються з врахуванням вогню артилерії і ударів ракет.
Авіаційна підготовка здійснюється шляхом завдавання одночасних або послідовних ударів частинами та з'єднаннями фронтової (тактичної) авіації по об'єктах, розташованих в тактичній і найближчій оперативній глибині. Ними можуть бути об'єкти, що не уражаються ракетами та артилерією, здатні змінити своє місце розташування до моменту завдання ударів по ним, а також об'єкти, для поразки яких потрібні потужні авіаційні боєприпаси. До участі в авіаційній підготовці може залучатися і далека (стратегічна) авіація. У ході авіаційної підготовки авіацією придушуються в 1-у чергу засобу зброї масового ураження, авіація на найближчих аеродромах, пункти управління, танки і артилерія в районах зосередження, на позиціях, опорні пункти, вузли опору і переправи.
Короткочасна авіаційна підготовка може проводитися й в ході операції: на ділянці, де противник стримує наступ, перед форсуванням військами водних перешкод або проривом проміжних рубежів оборони, при введенні в битву других ешелонів або резервів, а в оборонній операції — перед завдаванням контрудару. Авіаційна підготовка за участю фронтової (тактичної), морської і далекої (стратегічної) авіації може проводитися під час проведення висадки морського десанту та повітряно-десантних операціях перед початком десантування.